# 마르피사
마르피사(이탈리아어: Marfisa)는 마테오 마리아 보이아르도가 저술한 사랑에 빠진 오를란도와 루도비코 아리오스토가 저술한 광란의 오를란도의 등장인물이다. 그녀는 루지에로의 쌍둥이 여동생으로 어린 시절에 마술사 아틀란테에 의해 길러지다 사라센인들에게 납치되며 오빠와 헤어져 무슬림이 되었다. 이후 인도의 여왕이 된 마르피사는 그녀의 칼을 브루넬로가 훔쳐갈 때까지 요새 알브라카의 요새 포위 공격에 참여하는 등 사라센인 전사로 싸웠으며, 그녀는 아틀란테스가 루지에로가 마르피사의 오빠임을 밝힐 때까지 루지에로가 누구인지 알지 못한 채 그와 사랑에 빠졌다. 이 후 그녀의 부모가 기독교인임을 알게 된 마르피사는 기독교로 개종하고 사라센에 대항하는 샤를마뉴의 군대에 합류하였다.

## 행적
마르피사는 레지타의 기사 로저와 사라센 여성 갈라시엘라의 딸이며, 그녀의 아버지는 트로이 왕자 헥토르의 아들인 아스티아낙스의 후손이다. 기사 로저가 죽은 후 그의 아내 갈라시엘라는 리비아로 도피하여 출산 후 사망했다. 갈라시엘라 사이에서 두 명의 쌍둥이가 태어났고 마르피사는 쌍둥이 중 둘째이다. 그러나 마르피사는 어린 시절에 사라센인에게 납치되어 인도로 끌려가고 그곳에서 무슬림이 되었으며, 성인이 된 그녀는 인도의 여전사이자 여왕이 되어 사라센인과 동맹을 맺는다. 
사랑의 오를란도에서 마르피사는 세리카의 왕 갈라프론과 함께 알브라카성(오늘날 우즈베키스탄의 부하라)에 도착했으며, 갈라프론이 타타르의 왕 아그리카누스에게 패한 후, 마르피사는 도둑 브루넬로에게 칼을 도둑맞을 때까지 적들과 함께 알브라카성을 포위했다. 체르케스의 왕 사크리판테와의 전투 후, 브루넬로를 쫒던 마르피사는 브랑디마르테의 기독교 병사들을 만났으며, 그녀는 브랑디마르테에게서 말과 갑옷을 빼앗은 후 다시 도둑 브루넬로를 쫓기 시작한다. 

마르피사는 거만한 환호성을 지르며 얼굴을 들어올렸다,
그리고 그에게 대답했다:  "당신의 판단은 멀리 방황하고 있다;
나는 당신의 판결이 분명하다고 인정하겠다,
내가 전쟁의 권리에 의해 당신의 것이라고 결론짓고,
만약 둘 중 하나가 나의 영주이거나 기사라면 
그 중, 피투성이 항아리에서 패배한 너일 것이다 :
나는 그들의 것도 아니고, 다른 사람의 것도 아니며, 나 자신의 것이다,
누가 나를 이기는가, 나 자신으로부터 나를 이기는가.
— 광란의 오를란도 (tr. by 윌리엄 스테와르트 로즈), 26, 79

광란의 오를란도에서 마르피사는 샤를마뉴의 팔라딘들과 싸우기 위해 프랑스에 도착했다. 여행 중에 마르피사는 기사 피나벨로를 만나지만 그의 아내는 마르피사의 동료 가브리나를 모욕한다. 또한 도중에 타타르의 왕 만드리카르도가 자신에게 청혼하며 추태를 부리자 그와 갈등하기도 하였다. 이후 사라센과 마르피사는 파리를 포위하지만, 사라센 군대에서 기독교 군대로 도망친 기독교 병사 루지에로와 브라다만테가 사라센인들에게 맞서 싸우며 도시를 방어했다. 그 후 루지에로에게 반한 마르피사는 그녀와 마찬가지로 루지에로를 사랑하는 브라다만테와 결투를 벌였다. 이때 루지에로가 둘 사이의 결투에 끼어들며 브라다만테를 수호하고 마르피사와 싸우지만 도중에 루지에로의 수호자인 마술사 아틀란테의 마음이 나타나 루지에로와 마르피사가 쌍둥이 남매라는 것을 선언하자 이후 더 이상 루지에로를 이성으로 사랑하지 않게 된 마르피사는 기독교로 개종하고 샤를마뉴의 기사가 된다.

## 기타 매체
이탈리아 극작가 카를로 고치는 마르피사를 주제로 '라 마르피사 비자라'를 작곡하였다.